# Moonbird
Moonbird ist ein US-amerikanischer animierter Kurzfilm von John Hubley aus dem Jahr 1959.

## Handlung
Zwei Brüder schleichen sich nachts aus dem Haus, um einen Vogel zu fangen. Sie haben einen Vogelkäfig bei sich, eine Schlinge und Süßigkeiten. Der ältere Bruder trägt eine Schaufel, weist den jüngeren Bruder zurecht, der für die Stille der Nacht zu laut ist, und beginnt ein Loch zu graben. Sein kleiner Bruder, der gerade erst sprechen gelernt hat, will die Grube selbst graben und beginnt aus kindlichem Trotz zu weinen, als er zwar die Schaufel erhält, aber keine Kraft zum Schaufeln hat. Beide Brüder verstecken sich schließlich im Erdloch, um auf den Vogel zu warten.
Der kleine Bruder hat verlangt, die Schlinge halten zu dürfen, um den Vogel zu fangen. Über den Streit, wie die Schlinge richtig zu halten ist, verpassen sie den Vogel. Als beide Jungen später ein Lied anstimmen, schleicht sich der straußenähnliche Vogel an und guckt in das Erdloch. Beide Jungen fangen ihn, indem sie seine Beine festhalten, doch erweist sich der Vogel als zahm. Sie erlauben ihm, mit ihnen nach Hause zu kommen, wenn er sich ruhig verhält. Zu dritt kehren sie schließlich ins Haus zurück: Der ältere Bruder, der jüngere Bruder und der Vogel, auf dessen Rücken der viel zu kleine Vogelkäfig aufgeschnallt wurde.

## Produktion
Moonbird war der erste einer Reihe experimenteller Animationsfilme von John Hubley und seiner Frau Faith Elliott, die die improvisierten Gespräche ihrer Kleinkinder als Grundlage nutzten. In Moonbird unterhalten sich die Söhne des Ehepaars, Mark und Ray. Spätere Filme wie Windy Day (1968) nahmen Unterhaltungen zwischen ihren Töchtern Emily und Georgia als Grundlage für Animationsfilme.
Im Film wurden die Figuren auf schwarzem Papier gezeichnet und schließlich per Doppelbelichtung über den aus Wasserfarben gezeichneten Hintergrund gelegt, sodass sie durchsichtig wurden. Die abstrahiert-romantischen Zeichnungen stammen von Robert Cannon und Ed Smith.

## Auszeichnungen
Moonbird gewann 1960 den Oscar in der Kategorie „Bester animierter Kurzfilm“. War der Oscar in den Vorjahren überwiegend an Disney- oder Warner-Bros.-Produktionen gegangen, setzte sich mit Hubleys Storyboard Films nun erstmals ein kleines Produktionsstudio bei den Oscars durch. Auch in den Folgejahren gewannen vorwiegend kleine oder internationale Animationsstudios den Oscar dieser Kategorie und ließen die etablierten, aber weniger innovativen Animationsstudios hinter sich.